# 99 Francs (roman)
Pour les articles homonymes, voir 99 francs.
99 Francs (parfois typographié 99 F) est un roman à succès provocateur d'inspiration autobiographique de Frédéric Beigbeder, publié en 2000, qui dénonce les dérapages cyniques du monde de la publicité dans la société occidentale de consommation. Il a valu notamment à son auteur d'être renvoyé de son entreprise (Young & Rubicam), pour faute grave. Le roman a également été réédité avec les sous-titres 14,99 euro (ou 14,99 €) ou 5,90 Euros (ou 5,90 €).

## Style et structure d'écriture
Ce roman a été découpé en six chapitres dont chaque partie est nommée par un pronom personnel, en lien avec Octave, le protagoniste. Ainsi, dans le chapitre premier, « Je », l'auteur s'exprime à la première personne. Dans le chapitre « Tu », il s'exprime à la deuxième personne, comme une vue de l'extérieur de sa propre vie, et ainsi de suite jusqu'au pronom personnel « Ils ». Ce livre se termine par une multitude de slogans publicitaires, ceux-ci se finissant par le cynique « Bienvenue dans un monde meilleur ». Cette conclusion résume la promesse mensongère inhérente à l'ensemble de la publicité — la promesse d'une vie meilleure — dans un monde où la recherche du bonheur a fusionné avec l'image publicitaire.

## Résumé
Un concepteur rédacteur décrit le cynisme de son métier. Dans ce roman d'autofiction d'inspiration autobiographique, Frédéric Beigbeder, sous couvert de son personnage Octave Parango, raconte les désillusions des « créatifs d'élite » de slogans publicitaires face au management aux clients de l'agence de publicité qui l'emploie.
Tentant de rehausser le niveau culturel, moral et éthique des réclames qu'il produit, il se heurte aux refus du directeur de communication d'une grande marque de yaourts et voit son script progressivement édulcoré pour laisser place à un spot creux, caractérisant d'après lui le peu de considérations qu'ont les grandes marques commerciales pour les consommateurs et leurs préjugés vis-à-vis de leur intellect.
Il erre dans un monde d'opulence de consommation, d'argent roi, et perd ses repères humains et ne sait plus comment trouver le bonheur, malgré ou peut-être justement à cause de son niveau de rétribution démesuré. La drogue et les prostituées de luxe qu'il dépeint comme le quotidien des gens de son métier ne le satisfont plus, et il cherche de nouveaux frissons en dépassant les limites de la morale.
Dégoûté par son métier et par son propre génie pour le cynisme, il tente outrancièrement de se faire renvoyer. Ses tentatives se soldent par des échecs retentissants et le propulsent petit à petit au sommet de l'échelle. Au faîte de sa gloire, récompensé à Cannes pour un vrai-faux spot de publicité dans lequel il peut enfin exprimer sa créativité, il est rattrapé par la justice et ses abus passés.

## Adaptations

### Au théâtre
En 2002, 99 Francs est adapté au théâtre Trévise à Paris, dans une mise scène de Stéphane Aucante.

### Au cinéma
Une adaptation au cinéma, titrée aussi 99 Francs, est sortie le 26 septembre 2007, réalisé par Jan Kounen, avec Jean Dujardin, sur un scénario de Nicolas & Bruno. Le film est coproduit par Arte, Canal+ et CinéCinéma.
Une suite est réalisée en 2016 sous le titre L'Idéal.

## Différences entre les versions linguistiques
En anglais, les personnages habitent à Londres plutôt qu'à Paris.